# Барранко-Минас
Барранко-Минас (исп. Barranco Minas) — город и муниципалитет на востоке Колумбии, на территории департамента Гуайния.

## История
Муниципалитет Барранко-Минас был выделен в отдельную административную единицу в 2019 году.

## Географическое положение

Муниципалитет Барранко-Минас

Город расположен в северо-западной части департамента, в пределах Амазонского природно-территориального комплекса, на правом берегу реки Гуавьяре, на расстоянии приблизительно 212 километров к западу-юго-западу (WSW) от города Инириды, административного центра департамента. Абсолютная высота — 128 метров над уровнем моря.
Муниципалитет Барранко-Минас граничит на юге с территорией муниципалитета Моричаль-Нуэво, на востоке — с муниципалитетом Инирида, на севере и западе — с территорией департамента Вичада, на юго-западе — с территорией департамента Гуавьяре. Площадь муниципалитета составляет 9464 км².

## Население
По данным Национального административного департамента статистики Колумбии, совокупная численность населения города и муниципалитета в 2015 году составляла 4862 человека.
Динамика численности населения муниципалитета по годам:
| 2005 | 2006 | 2007 | 2008 | 2009 | 2010 | 2011 | 2012 | 2013 | 2014 | 2015 |
| ---- | ---- | ---- | ---- | ---- | ---- | ---- | ---- | ---- | ---- | ---- |
| 4384 | 4437 | 4490 | 4541 | 4591 | 4639 | 4686 | 4732 | 4776 | 4819 | 4862 |

Согласно данным переписи 2005 года мужчины составляли 54,3 % от населения Барранко-Минаса, женщины — соответственно 45,7 %. В расовом отношении индейцы составляли 83,9 % от населения города; белые и метисы — 15,7 %; негры и мулаты — 0,4 %.
Уровень грамотности среди всего населения составлял 80,1 %.

## Транспорт
В пределах города расположен аэропорт.